# Siyabonga Nhlapo
Siyabonga Nhlapo (Soweto, 23 de dezembro de 1988) é um futebolista profissional sul-africano que atua como meia.

## Carreira
Siyabonga Nhlapo representou o elenco da Seleção Sul-Africana de Futebol no Campeonato Africano das Nações de 2015.